# توريك جبرين
توريك جبرين (بالإنجليزية: Torric Jebrin)‏ لاعب كرة قدم غاني في مركز خط الوسط الهجومي . وقدم مستويات متميزة مع نادي الإسماعيلي جعلته محط أنظار العديد من الأندية التي أعلنت رغبتها في التعاقد معه.

## روابط خارجية
- توريك جبرين على موقع اتحاد تركيا (لاعب) (الإنجليزية)
- توريك جبرين على موقع قاعدة بيانات كرة القدم.إي يو (الإنجليزية)
- توريك جبرين على موقع عالم كرة القدم.نت (الإنجليزية)